# Bartolomeu Bueno de Freitas Morais
Bartolomeu Bueno de Freitas Morais (Ingazeira, 5 de janeiro de 1954) é um desembargador brasileiro. Ocupa a 3ª cadeira na ordem de antiguidade de desembargadores do Tribunal de Justiça de Pernambuco (TJPE).
Bartolomeu Bueno já exerceu os cargos de vice-presidente e Corregedor Geral da Justiça do Tribunal de Justiça de Pernambuco.
Atualmente é o Presidente da ANDES – Associação Nacional de Desembargadores.
É casado com Silvia Renata Morais Bueno, com quem tem uma filha, Maria. Ainda tem outros três filhos: Rossana, Raíssa e Bartolomeu.

## Biografia
Filho de Maria Freitas Pedrosa e José Pereira de Morais, nasceu a 05 de janeiro de 1954, no município de Ingazeira, Estado de Pernambuco. 
No ano de 1978 formou-se como bacharel em Direito pela Faculdade de Direito do Recife (Universidade Federal de Pernambuco), tendo atuado como advogado até 1982, quando após aprovação e qualificação na 15ª colocação em concurso público para o cargo de Juiz de Direito, foi nomeado no dia 28 de outubro de 1982 para a Comarca de exu. Ainda na 1ª entrância, atuou nas Comarcas de Palmeirina e Lagoa dos Gatos.
No ano de 1985, foi promovido para a 2ª entrância, atuando em Olinda, Garanhuns e Petrolina, até voltar a Olinda no ano de 1987. Lá,  permaneceu como juiz titular até 1991. No mesmo ano, foi promovido para a 3ª entrância, exercendo por dez anos o cargo de Juiz da 1ª Vara da Infância e Juventude da Capital.
Foi também Juiz Eleitoral das Comarcas de Exu, Afogados da Ingazeira, São José do Egito, Garanhuns, Igarassu, Petrolina, Palmares e Recife, presidindo e apurando as Eleições Municipais e Gerais nas respectivas Zonas Eleitorais. Bartolomeu atuou como Juiz Coordenador da Propaganda Eleitoral e das Pesquisas Eleitorais nos 1º e 2º Turnos dos Pleitos de 2000 e 2006.
Foi Diretor do Foro da Capital durante o biênio 1997/1999. Além disso, exerceu, as funções de Corregedor Auxiliar da Corregedoria Geral da Justiça e o de Juiz Assessor Especial da mesma Corregedoria, entre 1999 e 2001. Pelo critério de merecimento, tornou-se Desembargador do Tribunal de Justiça em 22 de janeiro de 2001.
Foi Membro da Comissão do Concurso para Juiz Substituto do Poder Judiciário em 2001/2002, tendo elaborado a Prova Prática de Sentença Cível. Atuou também como Desembargador Eleitoral, eleito para o biênio 2002/2004, e se reelegendo para o biênio 2004/2006.
Bartolomeu foi também o Relator Geral do Projeto do COJE – Código de Organização Judiciária do Estado de Pernambuco e Coordenador da Comissão que elaborou o Anteprojeto de novo Regimento Interno do TJPE. Presidiu o 1º Grupo de Câmaras Cíveis, a 3ª Câmara Cível e a Sessão Cível.

No dia 26 de junho de 2008 foi eleito Vice-presidente do Tribunal de Justiça de Pernambuco, para um mandato de 26 de junho de 2008 a 9 de fevereiro de 2010. No exercício da Vice-presidência, conseguiu zerar o número de processos no Gabinete da por três vezes: em fevereiro de 2009, em 13 de agosto deste mesmo ano e em 5 de janeiro de 2010.
Idealizou e promoveu a realização da I Reunião de Vice-presidentes de Tribunais de Justiça (I REVIP), na cidade do Recife/PE, com a presença de 14 estados e 17 Desembargadores Vice-presidentes. No evento, sugeriu a fundação de um órgão colegiado e foi eleito, por aclamação, para ocupar o cargo de Presidente do Colégio Permanente de Vice-presidentes de Tribunais de Justiça do Brasil - CPVIP, para o biênio 2008/2010, quando realizou Encontros em Brasília (maio/2009), Porto Velho (novembro/2009), além do Recife por duas vezes (novembro/2008 e maio/2010).
Além de Fundador, o Des. Bartolomeu Bueno foi aclamado pelos pares como Membro Nato do Colégio de Vice-presidentes.

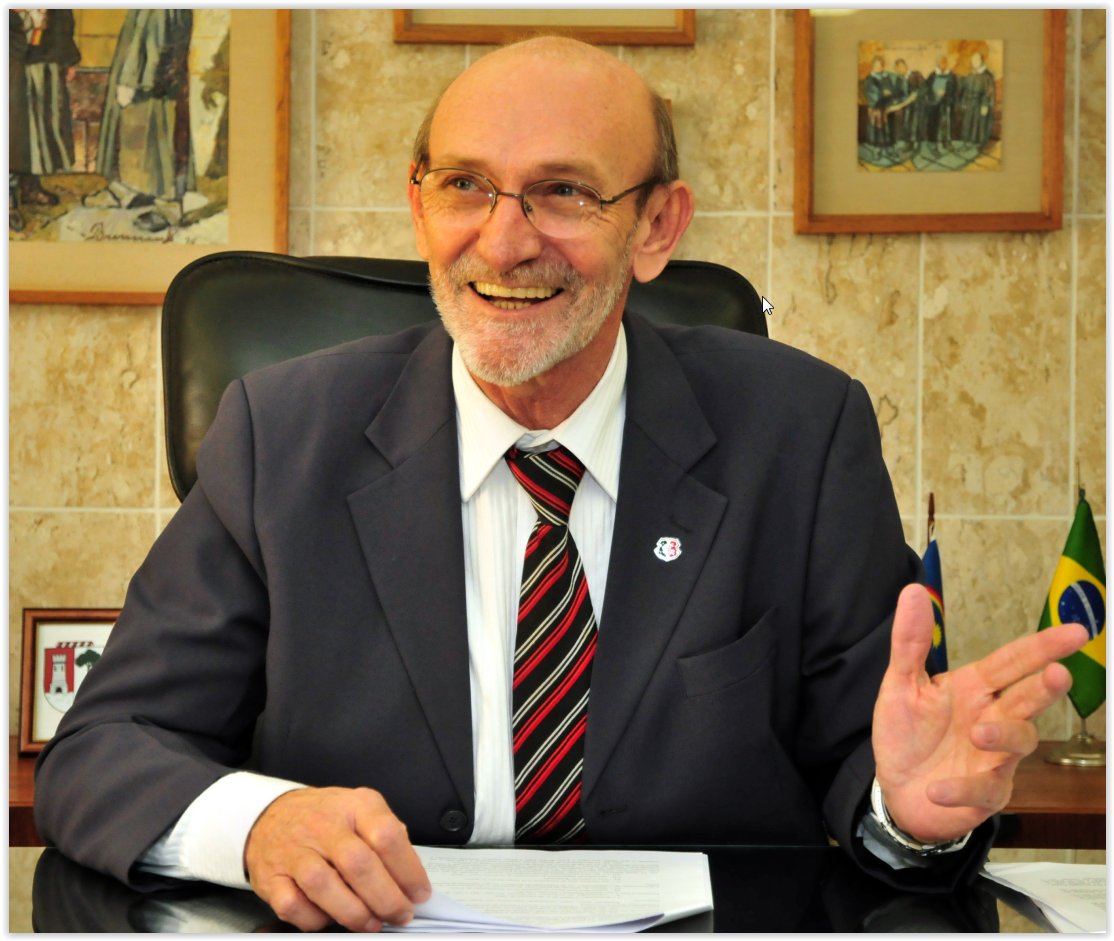
Bartolomeu Bueno na Corregedoria Geral da Justiça de Pernambuco

Desde setembro de 2008, o Des. Bartolomeu Bueno é Conselheiro e Presidente de Honra do Conselho Deliberativo do Santa Cruz Futebol Clube.
Em Assembleia Geral, realizada no Rio de Janeiro em 19 de novembro de 2009, foi eleito 1º Vice-presidente da ANDES – Associação Nacional de Desembargadores, para 2010/2013.
No dia 2 de dezembro de 2009, foi eleito Corregedor Geral da Justiça do Estado de Pernambuco para o biênio 2010/2012, por decisão unânime dos 36 desembargadores presentes à sessão ordinária do Tribunal Pleno realizada no Palácio da Justiça, assumindo o cargo em 10 de fevereiro de 2010.
Realizou, ainda, a primeira Correição Geral Ordinária da Capital e correições gerais e parciais nas comarcas de Paulista, Jaboatão dos Guararapes, Carpina, Vicência, Nazaré da Mata, Aliança, Bonito, Panelas, Cupira, Agrestina, Toritama, Brejo da Madre de Deus, Santa Cruz do Capibaribe, Caruaru, Arcoverde, Venturosa, Pedra, Buíque, Triunfo, São José do Belmonte, São José do Egito, Afogados da Ingazeira, Sertânia, Custódia, Ouricuri, Trindade, Araripina, Petrolina, Serra Talhada e Catende, além de inspeções simultâneas em mais de 90 unidades jurisdicionais do Estado de Pernambuco.
Durante a sua participação no 55º Encontro dos Corregedores Gerais da Justiça dos Estados e do Distrito Federal (ENCOGE), realizado em Belém-PA, o Des. Bartolomeu Bueno foi eleito, por aclamação, Presidente do Colégio de Corregedores para o ano de 2011, tomando posse em 1º de Janeiro de 2011.
Sediou, no Recife/PE, entre 14 e 16 de abril de 2011, o 56º ENCOGE, contando com a presença da Ministra do STJ e Corregedora do Conselho Nacional de Justiça, Eliana Calmon, de 29 Desembargadores Corregedores representantes de 26 Estados e do Distrito Federal, além do Presidente do Colégio de Presidentes dos Tribunais de Justiça, Desembargador Marcus Faver, e da Presidente do Colégio de Vice-presidentes, Desembargadora Cleonice Freire.
No exercício da presidência do Colégio de Corregedores, presidiu os encontros realizados em Araxá/MG (agosto/2011) e Cuiabá/MT (novembro/2011).

## Prêmios recebidos

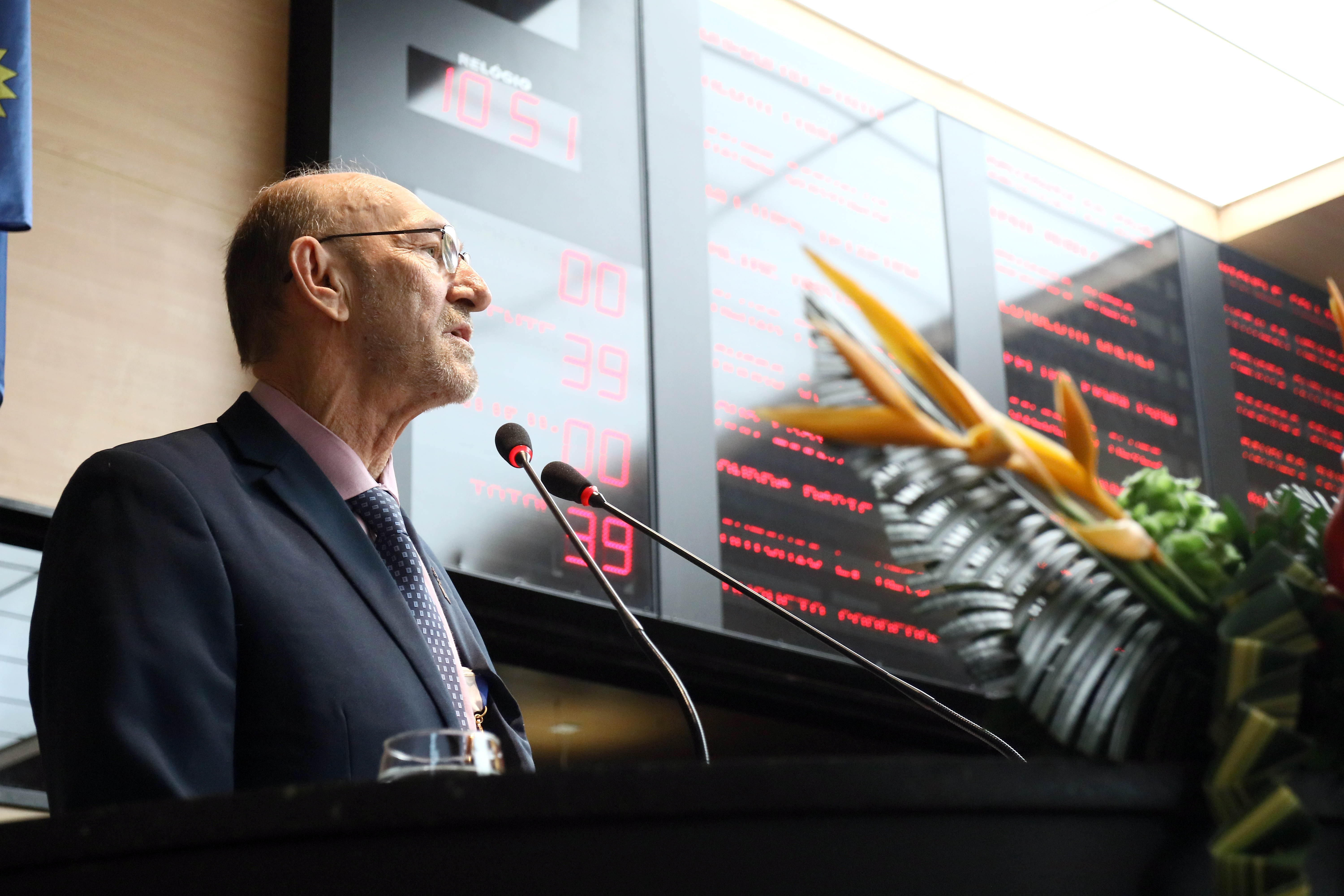
Des. Bartolomeu Bueno em discurso quando agraciado com a Medalha do Mérito José Mariano (Recife, 2017)

Recebeu os Títulos de Cidadão Honorário dos Municípios de Palmeirina, Angelim, Recife, Tabira, Olinda, São José do Egito, Tuparetama e Timbaúba, todos aprovados por unanimidade pelas respectivas Câmaras de Vereadores.
Entre outras comendas recebidas, foi agraciado com a Medalha do Mérito Nilo Coelho, concedida pelo Tribunal de Contas do Estado de Pernambuco em 2001; Medalha do Mérito Eleitoral Frei Caneca, outorgada pelo Tribunal Regional Eleitoral de Pernambuco em 2004; Medalha de Mérito ESMAPE – Classe Ouro, em 2007, Medalha do Mérito do Corpo de Bombeiros Militares de Pernambuco em 2009, Medalha ao Mérito, concedida pela Câmara Municipal de Ingazeira/PE, em 2011; Medalha Sandra Arantes do Nascimento, concedida pela Associação Pernambucana das Mães Solteiras – APEMAS, em 2011; Medalha de Honra ao Mérito Desembargador Décio Antônio Erpen, concedida pelo Colégio de Corregedores Gerais da Justiça – CCOGE, inclusive foi o responsável por instituir a medalha do ano de 2010; Medalha do Mérito José Mariano, a mais alta comenda concedida pela Câmara Municipal do Recife, em 2017.
Recebeu, além disso, o Título de "Amigo e Parceiro da Instituição", entregue pela Defensoria Pública do Estado de Pernambuco; e o Prêmio ADEMI-PE Especial, pelo relevante trabalho de desenvolvimento relativo à atividade imobiliária praticada junto aos cartórios de registro de imóveis do estado de Pernambuco.  

## Atualidade
O Desembargador Bartolomeu Bueno ocupa a 3ª cadeira na ordem de antiguidade de desembargadores do Tribunal de Justiça de Pernambuco (TJPE).
Neste Tribunal de Justiça, compõe o Órgão Especial, a Sessão Cível e a 3ª Câmara Cível, em cuja Corte é o Presidente.
É Presidente da Andes – Associação Nacional de Desembargadores, para o período de 2015/2018, eleito em Assembleia Geral, realizada no Rio de Janeiro, em 15 de setembro de 2015. 
Membro do Conselho Deliberativo do Programa de Proteção à Testemunha Ameaçada de Pernambuco – PROVITA, para o biênio de 2017/2019.
Conselheiro e Presidente de Honra do Conselho Deliberativo do Santa Cruz Futebol Clube.
Conselheiro do Conselho Consultivo da Federação Pernambucana de Futebol.
É Presidente da Comissão de Direitos Humanos do Tribunal de Justiça de Pernambuco.